# Koncentrační tábor Nová Role
Koncentrační tábor Nová Role (německy Konzentrationslager Neurohlau) byl nacisty zřízeným a provozovaným pracovním táborem pro vězeňkyně a vězně několika evropských národností. Tábor se nacházel na okraji obce Nová Role (tehdy Neurohlau). Byl zřízen na podzim roku 1942 a zrušen na konci dubna 1945. Jeho hlavním účelem bylo zajistit pracovní sílu pro nedalekou porcelánku.

## Co předcházelo
Nová Role se nachází v západních Čechách mezi Nejdkem a Karlovými Vary. Před 2. světovou válkou byla osídlena převážně německým obyvatelstvem. Z asi 1200 obyvatel bylo téměř 1100 Němců, zbytek tvořili Češi. V té době se Nová Role nazývala německy Neu-Rohlau (nebo též Neurohlau). V říjnu 1938 došlo k připojení obce do Třetí říše, neboť spadala do tzv. Sudet. V obci se nacházela porcelánka Bohemia postavená v roce 1921, od roku 1923 vlastněná firmou Rosenthal, která se zaměřovala na výrobu vysoce kvalitního zboží a byla největším podnikem v okolí. V roce 1940 přešla tato porcelánka nazývaná „Bohemia-Keramische Werke AG in Neurohlau“ za velmi nízkou cenu do rukou SS, konkrétně do jejího hospodářského oddělení (Amtsgruppe W - Wirtschaftliche Unternehmen).

## Válečná historie tábora
S tím jak se prodlužoval válečný konflikt, především po německém útoku na SSSR, začala továrna trpět nedostatkem pracovních sil. Již od začátku roku 1942 využívala továrna Bohemia na těžké práce francouzské zajatce. Mezi prosincem 1942 a zářím 1943 byl z popudu ředitele porcelánky Heinricha Hechtfischera a vedoucího hospodářského úřadu SS Oswalda Pohla za továrnou vybudován koncentrační tábor. Jednalo se o pobočku tábora Ravensbrück a později od 1. září 1944 Flossenbürg. Kapacita lágru byla asi 700 lidí, které Němci využívali jako otrockou pracovní sílu. Nacisté zde věznili převážně ženy národnosti ruské, polské, české, jugoslávské, belgické, ale i německé. Počet vězeňkyň byl zprvu 300, později okolo 570 a nakonec (duben 1945) více než 1000. Muži zde byli rovněž umístěni, ale bylo jich podstatně méně. Továrna, ve které vězni pracovali, dodávala porcelán pro kantýny SS, wehrmacht, pozůstalé po německých vojácích a německý Červený kříž. Ve vylévárně produkovali vězni zvláštní oválné nádoby, jejichž účel nebyl dlouho znám. Až po válce se zjistilo, že šlo o součást speciálních min, kterými Němci zaminovali například okolí Hitlerova Vlčího doupěte v Prusku. Tyto miny nešly odhalit běžnými detektory kovů. Navíc se zde vyráběly řídící letecké pulty pro firmu Messerschmitt. To si vymohly německé úřady jako kompenzaci za zřízení a vedení tábora.
Okolo 15. dubna 1945 byli do tábora nahnáni vězni převážení z Německa. Počet vězňů v táboře dosáhl asi 2000 a situace se stala neúnosnou. Němci to vyřešili tak, jak bylo běžné v té době i na jiných místech. V noci z 19. na 20. a následně z 22. na 23. dubna 1945 byly z Nové Role vypraveny pochody smrti směrem na Doubí, Bečov, Teplou a dále na jih. Některým vězňům se podařilo zachránit útěkem, velká část však cestou zahynula. V mnoha obcích jsou dnes památníčky obětem těchto pochodů, kterých procházelo Karlovarskem koncem války několik.
Kolik si vyžádal tábor celkem životů, není přesně zjištěno. Krátce po válce došlo k exhumaci hromadného hrobu, v němž se našlo 41 těl - ta byla v červnu 1945 pohřbena na místním hřbitově. Je evidentní, že mrtvých bylo podstatně více, ale přesná čísla chybí. Ti vězni, kteří se stali práce neschopnými nebo dostatečně nevýkonnými, byli transportováni zpět do německých táborů, kde byli obvykle zabiti. Dalším důvodem, proč se přímo v táboře našlo poměrně málo mrtvých je, že Němci nechali část vězňů spálit v Karlových Varech. Během pochodů smrti zemřely stovky zajatců (některé zdroje udávají číslo 500).

### Život vězňů
Poválečná svědectví týkající se životních podmínek v táboře a přežití vězňů hovoří takto: "Jediný důvod, že koncentrační tábor v Nové Roli vykazoval zpočátku malou úmrtnost, byl tento. Tomu, aby vězňové umírali přímo v táboře, zabránil Hechtfischer tím, že naprosto vyčerpaní (hladem a těžkou prací), těžce tuberkulosní a nevyléčitelně vysílení vězňové byli posíláni nazpět do Ravensbrücku, což se stalo pravidlem. „Mateřský“ koncentrační, Ravensbrück zásoboval "Bohemii“ čerstvými vězni - lidmi dosud zdravými, silnými a stoprocentně práce schopnými (v pravidelných intervalech až cca třicet lidí měsíčně), což bylo na tehdejší kapacitu tábora asi 500 lidí značné procento. Vrácení, práce neschopní a tělesné zničení vězňové byli pak v Ravensbrücku „odstraňováni“."
Pokud vězni nepracovali tak, jak měli, čekalo je následující: "Odejmutí potravy na celý den případně i více dní, což pro člověka již tak zcela vyhladovělého a podvyživeného na nejvyšší míru (téměř všichni vězňové tohoto tábora vzbuzovali až odpor a hrůzu svou zubožeností) znamenalo další úbytek sil a ztrátu energie, kterou již nikdy nikdo nenahradil. Tento trest postihl často celý tábor...Dalším týráním bylo věznění v tak zvaném "bunkru" - studené, temné kobce - bez jakéhokoliv přídělu jídla a teplého oděvu třeba i po několik dní. Týrání bitím bylo tu velmi obvyklé. Zvlášť k tomu určený kápo vyplácel "pětadvacet" jakkoliv se provinivšímu vězni za přítomnosti lékaře, který během exekuce zkoumal puls, aby vězeň při výkonu trestu neskonal."
"Odměnou" za otrockou práci mělo být jídlo. U poválečného soudu v Chebu popsali vězni stravování v táboře takto: "Strava vězňů se skládala ráno z půl litru černé bryndy, kterou pyšně nazývali kávou, v poledne 6-8 brambor, večer opět černá brynda nebo trochu polévky a 20 dkg chleba. Postupně snížili příděl na 17 dkg a těsně před vyhnáním vězňů na pochod smrti na 8 dkg na osobu a den... V důsledku těžké dřiny a podvýživy dostaly v továrně více než dvě třetiny vězňů tuberkulózu."

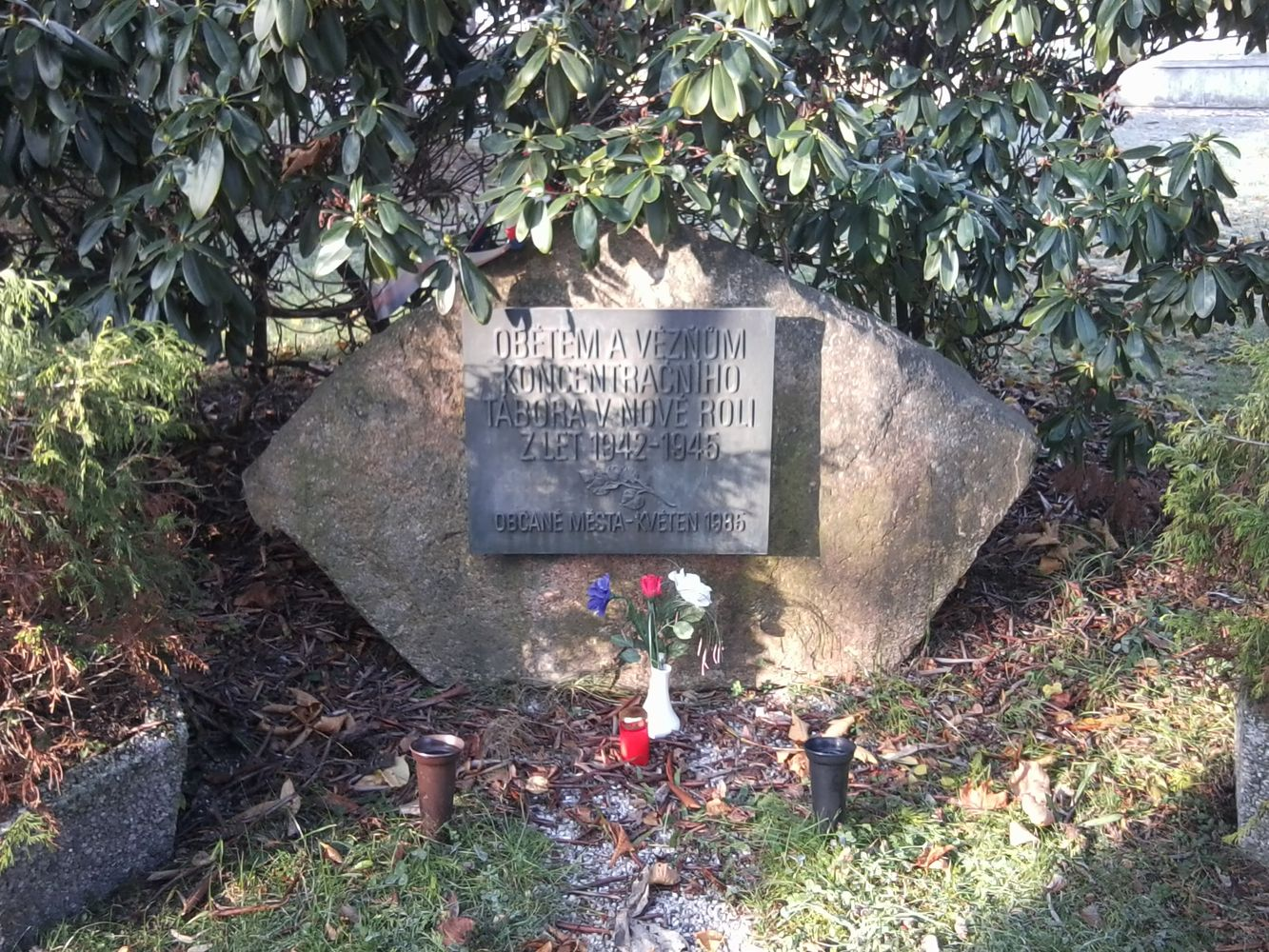
Památník k uctění obětí tábora odhalený v roce 1985.

## Poválečná historie tábora
Od konce května byl bývalý koncentrační tábor převeden do role zcela opačné. Byli zde zadržováni pochytaní příslušníci SS, funkcionáři NSDAP a SA v počtu asi 700 lidí. Bývalý ředitel továrny Hechtfischer dostal od retribučního soudu v Chebu trest smrti, když údajně odmítl milost za vyzrazení výrobního tajemství krystalizování glazury váz. Ještě v roce 1946 bývalý „koncentrák“ sloužil jako sběrný tábor pro odsun Němců. Ke zrušení tábora došlo koncem roku 1947. V roce 1948 byly budovy rozebrány na palivové dřevo. Poslední objekty byly odstraněny v roce 1960 a prostor se začal využívat jako skládka. Ta byla v roce 1996 uzavřena a rekultivována.